# Evippa aequalis
Evippa aequalis är en spindelart som beskrevs av Mark Alderweireldt 1991. Evippa aequalis ingår i släktet Evippa och familjen vargspindlar. Inga underarter finns listade i Catalogue of Life.